# V busz (Velence)
A velencei V jelzésű autóbusz a Lidón, a Piazzale Santa Maria Elisabettáról indul és a Via Parriig, illetve a Ca’ Biancáig közlekedik a belváros érintésével. A viszonylatot az ACTV üzemelteti.

## Története
A V jelzésű autóbusz a kezdetekben a maihoz hasonló útvonalon járt. Az útvonalat 2010-ben módosították, egyben néhány megálló is megváltozott, majd 2014-ben apróbb módosításokkal ismét visszaállt az eredeti útvonal.
A V járat története:
| Időszak     | Járat- szám | Megállók |
| ----------- | ----------- | --- |
| 2002 – 2009 | V           | Piazza Santa Maria Elisabetta – Hotel Des Bains – Piazzale Casinò – Via Colombo – Ca’ Bianca – Via Parri |
| 2010 – 2014 | V           | Piazza San Nicolò – Piazzale Santa Maria Elisabetta – Piazzale Casinò – Via Colombo – Via Parri |
| 2014 – ma   | V           | Piazzale Santa Maria Elisabetta – Granviale Santa Maria Elisabetta - Incrocio via Dardanelli/Zara – Lungomare Marconi -Hotel Des Bains – Lungomare Marconi -Incrocio via delle 4 Fontane – Lungomare Marconi - Lion’s Bar – Lungomare Marconi - Stabilimento Sorriso – Via Colombo – Via Sandro Gallo - Incrocio via dei Giunta/Fuga – Ca’Bianca/Via Parri |

## Útvonala
| Piazza San Nicolò – Via Parri | Via Parri – Piazza San Nicolò |
| --- | --- |
| - Piazzale Santa Maria Elisabetta - Gran Viale Santa Maria Elisabetta - Lungomare Guglielmo Marconi - Via Cristoforo Colombo - Via Sandro Gallo - Via Malamocco - Via Parri | - Via Parri - Via Malamocco - Via Sandro Gallo - Via Cristoforo Colombo - Lungomare Guglielmo Marconi - Gran Viale Santa Maria Elisabetta - Piazzale Santa Maria Elisabetta |

## Megállóhelyei
| sz. | idő (perc) | megállóhely neve                                           | sz. | idő (perc) | átszállási kapcsolatok                                                                                      |
| --- | ---------- | ---------------------------------------------------------- | --- | ---------- | --- |
| 0   | 0          | Piazza Santa Maria Elisabetta                              | 9   | 14         | 11, A, C, CA, CO, N; vízibuszok: 1, 2, 5.1, 5.2, 6, 8, 10, 14, 18, N, Alilaguna B, Alilaguna R, Alilaguna V |
| 1   | 1          | Granviale Santa Maria Elisabetta - Incrocio via Dardanelli | ∫   | ∫          | A, CA, CO                                                                                                   |
| ∫   | ∫          | Granviale Santa Maria Elisabetta - Incrocio via Zara       | 7   | 12         | A, CA, CO                                                                                                   |
| 2   | 2          | Lungomare Marconi, Hotel Des Bains                         | 6   | 11         | CA, CO |
| 3   | 5          | Lungomare Marconi, via delle 4 Fontane                     | 5   | 8          | CA, CO |
| 4   | 6          | Lungomare Marconi, Lion’s Bar                              | 4   | 7          | CA, CO, 11                                                                                                  |
| 5   | 9          | Lungomare Marconi, Stabilimento Sorriso                    | 3   | 6          | CA, CO |
| 6   | 10         | Via Colombo                                                | 2   | 5          | CA, CO |
| ∫   | ∫          | Via Sandro Gallo - Incrocio via Fuga                       | 1   | 3          | A, C, N |
| 7   | 11         | Via Sandro Gallo - Incrocio via dei Giunta                 | ∫   | ∫          | A, C, N |
| 8   | 13         | Ca’ Bianca, Piazzale La Fontaine                           | 0   | 0          | A, C, 11 |
| 8   | 14         | Malamocco, Via Parri                                       | 0   | 0          | A, 11 |

Megjegyzés: A dőlttel szedett járatszámok időszakos (nyári) járatokat jelölnek.